# 滋賀会館
滋賀会館（しがかいかん）は、かつて日本の滋賀県大津市に存在した複合文化施設。

## 歴史
滋賀県庁本庁舎正面の県庁前交差点の北西角には滋賀県産業会館が立地していたが、1952年（昭和27年）4月に火災により焼失した。滋賀県産業会館の再建、滋賀県立公会堂、滋賀県立図書館などの建設計画を複合した施設が計画され、同年12月28日に着工、1953年（昭和28年）12月24日の上棟・命名式で滋賀会館と命名された。その後、1954年（昭和29年）6月15日に竣工、高松宮宣仁親王の臨席の元、式典が行われ開館した。映画館などとして使用された大ホール、中ホールの多目的ホールのほか、県立図書館、ホテル、結婚式場、地下街などが設けられ、滋賀県庁舎とは地下道で連絡していた。1995年1月には映画館の滋賀会館シネマホールを新設。1995年から2003年までは公営、2003年から2010年までは公設民営の珍しい映画館であり、ミニシアター系作品をメインに多数の作品を上映してきた。
平成に入り老朽化および耐震性の不足により存廃が検討された結果、2008年（平成20年）9月30日に大ホールが供用廃止となった後、2010年（平成22年）3月31日に文化施設としては用途廃止となり、2013年（平成25年）9月末に閉鎖され、2014年（平成26年）11月から2016年（平成28年）1月にかけて解体された。
滋賀県は「県庁周辺県有地活用促進事業（旧滋賀会館）」として、滋賀会館の跡地を利用する事業者の募集を行い、唯一応募した日本放送協会（NHK）が選定された。跡地はNHKに10億9,500万円で売却され、当初2018年（平成30年）にNHK大津放送局が移転開局する予定となっていたが、2020年度内に局舎を移転、運用開始予定にリスケジュールされている。
県は4億4千万円かけて建物を解体・撤去したが、NHK側は地中に障害物が残っているとして撤去費用を要求しトラブルとなる。
その後、2020年（令和2年） 9月30日にようやく大津放送局の新局舎の建物が完成。2021年（令和3年）4月にオープンした。